# Troféu Internet de 2001
O Troféu Internet de 2001 foi a primeira edição do Troféu Internet, ocorrida em 1 de Abril de 2001, apresentado por Silvio Santos e exibido pelo SBT.
A premiação condecorou os melhores artistas da televisão e da música brasileira do ano de 2000, através de votação online, que foram anunciados durante a 41ª edição do Troféu Imprensa. 
Aproximadamente 67.888 internautas escolheram os vencedores pelo portal Sol, durante o período de votação de dez dias.

## Vencedores
| Melhor Programa de TV                                  | Melhor Novela                                         |
| ------------------------------------------------------ | ----------------------------------------------------- |
| Show do Milhão                                         | Laços de Família                                      |
| Melhor Ator                                            | Melhor Atriz                                          |
| Eduardo Moscovis (como Petruchio, de O Cravo e a Rosa) | Carolina Dieckmann (como Camila, de Laços de Família) |
| Melhor Cantor                                          | Melhor Cantora                                        |
| Roberto Carlos                                         | Sandy                                                 |
| Melhor Conjunto Musical                                | Melhor Música                                         |
| Sandy & Junior                                         | "Se Eu Não Te Amasse Tanto Assim" - Ivete Sangalo     |
| Melhor Animador / Apresentador                         | Melhor Animadora / Apresentadora                      |
| Silvio Santos                                          | Hebe Camargo                                          |
| Melhor Locutor Esportivo                               | Revelação do Ano                                      |
| Galvão Bueno                                           | Reynaldo Gianecchini                                  |